# 정읍사로
정읍사로(Jeongeupsa-ro)는 전북특별자치도 정읍시 상교동 신정사거리에서 김제시 내장상동 정동교를 잇는 도로이다.

## 주요 경유지
전북특별자치도
- 정읍시 (상교동 . 내장상동)

## 노선
| 이름              | 접속 노선     | 소재지        | 소재지        | 비고          |
| 첨단로와 직결     | 첨단로와 직결 | 첨단로와 직결 | 첨단로와 직결 | 첨단로와 직결 |
| ----------------- | ------------- | ------------- | ------------- | ------------- |
| 신정사거리        | 첨단과학로    | 김제시        | 상교동        |               |
| 용산2교           |               | 김제시        | 상교동        |               |
| 교암 교차로       | 구계교암길    | 김제시        | 상교동        |               |
| 신월 교차로       | 신성길        | 김제시        | 상교동        |               |
| 성황당고개        |               | 김제시        | 상교동        |               |
| 정동교            |               | 김제시        | 내장상동      |               |
| 상동중앙로와 직결 |               |               |               |               |

## 주요 시설및 건물
- 전북과학대학교 (정읍사로 509/시기동 산 9-28)
- 정읍중학교 (정읍사로 569/시기동 58)
- 정읍고등학교 (정읍사로 594/시기동 37-1)